# Język simlish
Język simlish – sztuczny język używany przez Simów, głównych bohaterów, członków społeczeństwa w grach wyprodukowanych przez studio Maxis: serie SimCity oraz The Sims. Po raz pierwszy język ten pojawił się w grze SimCopter w roku 1996. Większe zmiany zaszły w nim w The Sims, częściowe w The Sims 2.

## Pochodzenie

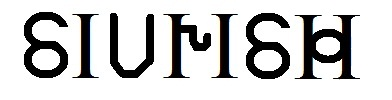
Słowo „SIMLISH” zapisane pismem simogreckim.

Język ten wymyślili amerykańscy komicy Gerri Lawlor i Stephen Kearin. Znajduje się w nim tylko kilka słów o faktycznym znaczeniu, większość to po prostu wyrażenie uczuć i wydarzeń zachodzących w świecie Simów, najczęściej improwizowane i nie powtarzające się. Wyrazy prawdziwe w tym języku pochodzą z języka ukraińskiego i tagalskiego i są wymawiane z bardzo złym akcentem. Używa się w nim symboli z zestawu wingdings lub tzw. simogreckiego.

## Alfabet simogrecki
W języku Simlish używa się zestawu wingdings lub alfabetu simogreckiego składającego się z 26 stworzonych na podstawie alfabetu greckiego będącymi odpowiednikami 26 liter alfabetu angielskiego. Znane są nam nazwy ośmiu liter, czyli:
- oresa
- ho
- war
- nagard
- anaja
- frum
- ciam
- tri

Znaki alfabetu po raz pierwszy pojawiły się w The Sims 2: Na studiach jako ozdoba na ścianę.
W grach serii SimCity, mimo że Simy posługują się językiem Simlish, to na budynkach pojawiają się słowa i litery języka angielskiego. Dodatkowo na Simoleonach w grze The Sims 2 pojawia się łaciński napis „Sims”.
Jak dotąd znane są dwa rodzaje pisma simogreckiego, które zostały napisane poniżej:
| Znak | Łaciński odpowiednik |
| ---- | -------------------- |
|      | Aa                   |
|      | Bb                   |
|      | Cc                   |
|      | Dd                   |
|      | Ee                   |
|      | Ff                   |
|      | Gg                   |
|      | Hh                   |
|      | Ii                   |
|      | Jj                   |
|      | Kk                   |
|      | Ll                   |
|      | Mm                   |
|      | Nn                   |
|      | Pp                   |
|      | Qq                   |
|      | Rr                   |
|      | Ss                   |
|      | Tt                   |
|      | Uu                   |
|      | Vv                   |
|      | Ww                   |
|      | Yy                   |
|      | Zz                   |

W The Sims występuje też drugi alfabet:

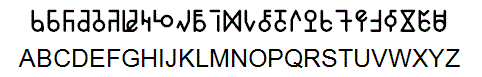
Drugi alfabet „Immajer Simlish”

Liczby zapisywane są – co można zauważyć na banknotach – cyframi arabskimi.

## Słowa o faktycznym znaczeniu
Niewiele słów w simlish ma swoje rzeczywiste znaczenie. Najbardziej znane to:
| Simlish        | Angielski    | Polski                  |
| -------------- | ------------ | ----------------------- |
| Sul sul        | Hello        | Cześć                   |
| Dagg dagg      | Goodbye      | Pa pa                   |
| Nooboo         | Baby         | Dziecko                 |
| Ela ganda      | Move on!     | Przesuń się!            |
| Chumcha        | Pizza        | Pizza                   |
| Vous           | You          | Ty                      |
| Kik            | Kiss         | Pocałunek               |
| Vadish         | Thank you    | Dziękuję                |
| Mik            | One          | Jeden (1)               |
| Mak            | Two          | Dwa (2)                 |
| Maka           | Three        | Trzy (3)                |
| Wabadebadoo    | I'm on fire! | Płonę!                  |
| Bufom          | Dog          | Pies                    |
| Waba dubie     | Stupid       | Głupie                  |
| Neeb neeb      | Quiet        | Cicho                   |
| Neeba Zow      | Need you now | Potrzebuję ciebie teraz |
| Frooby         | Friday       | Piątek                  |
| Lass           | Last         | Ostatni                 |
| Noo            | Night        | Noc                     |
| Ush! Ush!      | Leave me!    | Precz!                  |
| Ifi            | Cat          | Kot                     |
| Ufom           | Come         | Do nogi                 |
| Gerbit         | Llama        | Lama                    |
| Shurner        | Pressure     | Ciśnienie               |
| Yym / No       | No           | Nie                     |
| Yes            | Yes          | Tak                     |
| Jesus          | Jesus        | Jezus                   |
| Oh Feebee Lay! | I'm hungry!  | Jestem głodny!          |
| Bra            | Power        | Moc                     |